# Trappstadt
Trappstadt település Németországban, azon belül Bajorországban. Lakosainak száma 914 fő (2023. december 31.).

## Népesség
A település népessége az elmúlt években az alábbi módon változott:
| Lakosok száma | 1112 | 575  | 1048 | 1036 | 1011 | 991  | 974  | 969  | 926  | 914  |
|               | 1970 | 1975 | 2011 | 2012 | 2014 | 2015 | 2017 | 2019 | 2022 | 2023 |